# 차르주의
차르주의(Tsarism, 차리즘)은 모스크바 공국,  모스크바 대공국, 그리고 이후 러시아 차르국 및 러시아 제국의 전제군주제를 말한다. 차르주의 전제군주제에서는, 국가의 모든 부와 권력이 차르에 의해 제어되고 분배되었다. 러시아의 군주제에서는 의회를 비롯한 제어수단이 존재하지 않았기에 차르는 서유럽의 군주들에 비해 더 막강한 권력을 누렸으며, 심지어 서유럽 군주들이 독점하지 못한 종교적 권위까지 가질 수 있었다. 보통 이반 3세를 차르주의의 시조로 보며, 1917년 러시아 혁명으로 무너진 것으로 취급된다. 하지만 일부 역사학자들은 차르주의의 전통이 소련의 전체주의에 적게나마 영향을 끼쳤을 것으로 보기도 한다.